# Panorama Północy
Panorama Północy – ogólnopolski tygodnik ilustrowany wydawany w latach 1957–1981 w Olsztynie.
Pismo wzorowane było na śląskiej „Panoramie” (której redaktor, Bohdan Kurowski, wymyślił tytuł „Panorama Północy”) i „Przekroju”. Początkowo zespół tworzyli dziennikarze olsztyńskich gazet. Po wstępnych sukcesach powołało oddziały w Warszawie, Białymstoku, Bydgoszczy, Gdańsku, Szczecinie i Koszalinie. Pismo miało profil ogólny, drukowano głównie reportaże dotyczące Warmii i Mazur, ale również zagraniczne, w tym skandynawskie. Ostatni numer ukazał się 13 grudnia 1981 i był jedynym tytułem w Olsztynie, którego nie reaktywowano po stanie wojennym.

## Redaktorzy naczelni
- 1957–1969 Henryk Święcicki[3][2]
- 1969–1972 Tadeusz Jędruszak[3]
- 1972–1981 Feliks Walichnowski[3][2]
- 1981–1983 Zdzisław Mirek[2]